# Перепись населения Российской империи (1897)
Пе́рвая всео́бщая пе́репись населе́ния Росси́йской импе́рии 1897 го́да — всеобщая перепись населения Российской империи (без Великого княжества Финляндского за пределами Гельсингфорса), проведённая 28 января (9 февраля) 1897 года путём непосредственного опроса всего населения на одну и ту же дату, в соответствии с Высочайше утверждённым в 1895 году «Положением о Первой всеобщей переписи населения Российской империи». Инициатором проведения переписи выступил русский географ и статистик П. П. Семёнов (с 1906 года — Семёнов-Тян-Шанский).
Перепись 1897 года стала первой и единственной всеобщей переписью населения Российской империи. Она обошлась государству в семь миллионов рублей. Результаты переписи были опубликованы в 1897—1905 годах в 89 томах (119 книг) под общим заглавием «Первая всеобщая перепись населения Российской империи 1897 года».

## Предыстория
Переписи населения на территории Восточной Европы (как и во всём мире) проводились в том или ином виде на протяжении существования племён, княжеств, царств, каганатов, ханств, королевств, империй, государств в целях определения ожидаемого сбора доходов с подвластных территорий и народов.
Монголо-татары в XIII веке трижды переписывали население Руси — в 1245, 1257 и 1274 годах. По данным этих переписей, население тогдашней Руси оценивается примерно в 10 млн человек. Известна численность населения Русского царства на 1710 год во время правления Петра I — около 15 миллионов человек.
Предшествующие переписи населения преследовали сугубо фискальные и военные цели. До XVIII века учёт населения носил эпизодический характер (писцовые книги, переписные книги). С  1718 года, из-за изменения системы нового налогооблажения (введения новой налоговой учётной единицы — "мужских душ" вместо «тяглового двора», использовавшегося в Русском государстве в XVI—XVII веках) стали проводиться ревизии (см. подушная перепись и ее документы - ревизские сказки). Благодаря этому учёт населения принимает сравнительно регулярный характер. 
С 1858 года на смену ревизии пришёл административно-полицейский учёт (исчисление) населения, в основу которого были положены данные посемейных списков. Всего было проведено 3 крупных административно-полицейского исчисления населения — в 1858, 1863, 1885 годах. Текущий учёт населения (рождение, браки, смерть) осуществляло духовенство вплоть до 1918 года. Всем этим видам учёта населения были присущи неточность и недостаточная полнота. К 1897 году был накоплен значительный опыт местных, в основном, городских переписей населения которые проводились с 60-х годов XIX века. Такие переписи проводились в отдельных губерниях и областях: (Псковской — 1870, 1887; Астраханской — 1873, Акмолинской — 1877 и др.), где переписывали жителей во всех городах. В 1863 и 1881 годах переписано население всей Курляндской, в 1881 году — Лифляндской и Эстляндской губерний. Учёт сельского населения проводился при подворном и других исследованиях земств. В 1871 году под общей редакцией профессора военной статистики генерал-адъютанта Н. Н. Обручева офицерами Генерального штаба был издан Военно-статистический сборник, в четырёхтомном выпуске которого были приведены данные и о численности населения России в целом, и по губерниям, округам и областям в частности.
В 1870 году проект всероссийской переписи населения обсуждался на Первом всероссийском съезде статистиков, а в 1876 году — на VIII сессии Международного статистического конгресса. 26 февраля 1877 года в Государственный совет был внесён проект «Положения о всеобщей народной переписи», который разработала комиссия при министерстве финансов, однако он там не обсуждался. Одной из причин этого стала Русско-турецкая война 1877—1878 годов. В начале 80-х годов XIX века в Министерство внутренних дел стали поступать заявления от некоторых земских собраний и губернаторов о необходимости скорейшего проведения переписи населения. Это было связано с неравномерным распределением податей между крестьянскими семействами и увеличением недоимок в сборах с населения. После неурожайных 1891 и 1892 годов снова встал вопрос о необходимости иметь точные цифры о численности населения империи.

## Подготовка к переписи

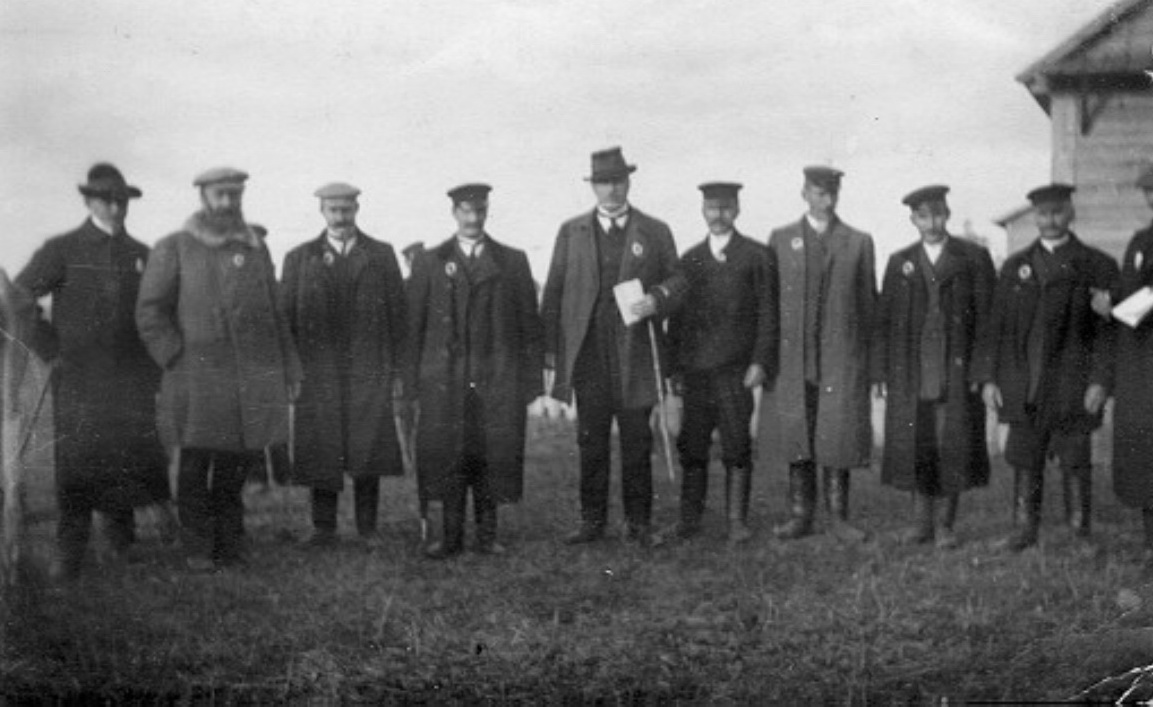
Группа переписчиков

5 июня 1895 года проект Положения о переписи был утверждён императором Николаем II и издан как «Положение о первой всеобщей переписи населения Российской империи». Высочайше утверждённое в тот же день мнение Государственного совета гласило: «1) Всеобщая перепись населения Империи имеет целью привести в известность его численность, состав и местное распределение. 2) Всеобщей переписи подлежат все жители Империи, обоего пола, всякого возраста, состояния, вероисповедания и племени, как русские подданные, так и иностранцы. <…>»
Общее руководство подготовительными работами по проведению переписи населения было возложено на Главную переписную комиссию МВД Российской империи. Её члены назначались царём. Комиссию возглавлял министр внутренних дел. В её обязанности входило:
- составление форм переписных бланков и инструкций;
- направление в каждый переписной район лиц для объединения местных учреждений;
- объединение губерний и областей в переписные районы;
- определение и распределение необходимых сумм, выделенных на проведение переписи;
- разрешение недоразумений и жалоб.

В губерниях, уездах и крупных городах были учреждены комиссии. Председателями губернских комиссий назначались губернаторы.
Губернаторам вменялось в обязанность:
- организовать губернские (областные) комиссии не позднее 1 октября 1896 года, а уездные (окружные) — до 5 октября 1896 года;
- представить в Центральную переписную комиссию полный поимённый список членов губернской (областной) переписной комиссии с указанием фамилии лица, обязанного вести делопроизводство;
- доставить для уездов (округов) — списки населённых мест, для городов — списки дворовых мест.

Губернские комиссии должны были контролировать правильную и своевременную рассылку переписных бланков. Особые комиссии были образованы в городах Петербурге, Москве, Варшаве, Николаеве, Кронштадте, Одессе, Севастополе и Керчи.
Уездные и городские комиссии должны были:
- разделять уезды и города на переписные участки;
- избирать заведующих переписных участков;
- определять численность счётчиков на каждом участке;
- снабжать счётчиков необходимыми инструкциями и бланками;
- распределять между участками выделенные для работы суммы;
- разрешать возникающие недоразумения; рассмотрение жалоб на неправильные действия лиц, производящих перепись.

|                | Губернская комиссия                                     | Уездная комиссия                        |
| -------------- | ------------------------------------------------------- | --------------------------------------- |
| Председатель   | Губернатор                                              | Уездный предводитель дворянства         |
| Члены комиссии | Губернский предводитель дворянства                      | Уездный исправник                       |
| Члены комиссии | Вице-губернатор                                         | Уездный воинский начальник              |
| Члены комиссии | Управляющий казённой палатой                            | Податной инспектор                      |
| Члены комиссии | Член военного ведомства                                 | Председатель уездной земской управы     |
| Члены комиссии | Председатель губернской земской управы                  | Гласный уездного земского собрания      |
| Члены комиссии | Гласный губернского собрания (по выбору этого собрания) | Городской голова или городской староста |
| Члены комиссии | Член губернского присутствие по крестьянским делам      | Полицеймейстер                          |
| Члены комиссии | Председатель статистического комитета                   |                                         |
| Члены комиссии | Секретарь статистического комитета                      |                                         |

Главными организаторами переписи на местах были заведующие участками — земские начальники. С утверждения губернатора заведующими участками могли назначаться мировые посредники, чиновники по крестьянским делам, непременные члены уездных присутствий по крестьянским делам, податные инспекторы.
Каждый заведующий переписного участка получал от уездной переписной комиссии документ, удостоверяющий его должность, инструкцию и комплект документов, в который входили: список населённых мест вверенного ему участка с планом и картой, необходимое количество бланков для проведения переписи и другие печатные материалы.
| Кузнецкая Окружная Переписная Комиссия сим удостоверяет, что Полицейский Пристав Г. А. Касперович Его Превосходительством Томским Губернатором утверждён Заведывающим переписным участком № 3 Кузнецкого округа, в составе каковаго участка вошли: Бачатская и Салигерская волости. Все учреждения и частные лица должны оказывать Г. А. Касперовичу всякое содействие в деле переписи, а должностные лица волостного и сельского управления обязаны немедленно исполнять все его требования. 1896 года. Декабря 9-го дня. Председатель Кузнецкой Окружной Переписной Комиссии Окружный Исправник ПЕЧАТЬ Член-Делопроизводитель |

Заведующий переписным участком занимался:
- набором необходимого числа счётчиков и разъяснение им их обязанностей;
- контролем за работой счётчиков;
- проверкой и исправлением доставленного счётчиками первичного материала;
- составление второго экземпляра переписных листов;
- подсчёт населения переписного участка и передача этого материала в местную переписную комиссию.

По поводу благонадёжности каждого заведующего переписным участком губернская переписная комиссия делала запрос в жандармское управление. Кандидатура каждого заведующего переписного участка согласовывалась с губернской комиссией. К представлению на утверждение прилагался список карьерных достижений претендента.
Заведующий разделял участок между счётчиками в городах — не позднее 2 недель, а в уездах — за месяц до дня переписи, проверив перед этим список населённых мест, дворовых мест и домов с обозначением количества квартир. Согласно инструкции размер счётных участков устанавливался для уездов — примерно в 400 хозяйств и 2000 жителей. а в городах — 150 квартир или до 750 жителей. Он также предоставлял списки всех домохозяйств в селениях и списки не входящих в состав сельских обществ владельцев домов и дворов. Определял день, когда счётчики начинали обход своих участков для заполнения и раздачи переписных листов: в уездах — не более, чем за месяц и не менее, чем за 20 дней, в городах — не ранее 10 дней до начала переписи. За 3 дня заведующий собирал у счётчиков переписные листы формы А и проверить в них наличие всех хозяйств и выборочно — правильность их заполнения. После этого он возвращает переписные листы счётчикам не позднее кануна переписи. Для переписи коммерческих судов, стоящих на рейде, заведующий переписным участком передавал необходимое количество переписных листов портовому начальству, которое, в свою очередь, передавало их командирам судов и обеспечивало возврат заполненных документов заведующему участком в установленный срок. Заведующий лично занимался оформлением переписных листов инородческих поселений, которые находились на территории его участка.
О начале переписи на своём участке заведующий извещал уездную комиссию телеграфом.
Свои обязанности заведующие переписных участков выполняли безвозмездно. Счётчики выполняли свою работу и за плату, и безвозмездно.
Счетчики:
- заблаговременно доставляли жителям переписные листы;
- проверяли ответы;
- заполняли, если это было необходимо, формуляры;
- проводили предварительный подсчёт населения по счётному участку.

Сельскому счётчику заведующий переписным участком выдавал:
- два списка населённых мест, находящихся в участке счётчика с точным обозначением границ участка: один — селений, находящихся на земле сельских обществ, другой — владельческих усадеб и прочих посёлков на владельческих. казённых и т. п. землях;
- поимённые списки:

а) всех домохозяйств — по каждому селению отдельно;
б) всех расположенных в черте селений домов частных владельцев — также по каждому селению отдельно;
- наставления сельским счётчикам;
- необходимое для проведения переписи количество экземпляров переписных листов формы А и Б, обложек формы I и формы II, ведомостей для подсчёта населения;
- свидетельство, удостоверяющее его личность как счётчика, портфель и канцелярские принадлежности.

Городской счётчик получает:
- точное описание границ или план своего участка и список дворовых мест и домов, находящихся в нём (с обозначением по каждому дому числа квартир);
- необходимое для проведения переписи количество экземпляров переписных листов формы В, ведомостей для подсчёта населения;
- наставления городским счётчикам;
- свидетельство, удостоверяющее его личность как счётчика. портфель и канцелярские принадлежности.

Работу счётчиков выполняли отставные солдаты. священнослужители, представители интеллигенции. На вакантные места было разрешено принимать женщин, учителей, учеников старших классов училищ. Учителям-счётчикам продлевалось время каникул в счёт потраченного на работу счётчика.

### Техническая сторона переписи
Для нужд переписи был разработан комплекс документов:
- инструкции губернаторам;
- инструкции уездным и городским комиссиям;
- инструкции заведующих переписными участками;
- наставления счётчикам;
- инструкции для проведения переписи в зданиях Императорского двора, учреждениях и заведениях.

Были утверждены такие формы переписных листов :
- лист формы А использовались для крестьянских хозяйств сельских обществ, заполнялись непосредственно счётчиками;
- лист формы Б предназначались для владельческих хозяйств, частных домов и внутренних селений, заполнялись самими хозяевами,
- лист формы В использовались для городских жителей;
- лист формы А|Б использовался в привисленских губерниях для всего внегородского населения, так как там волость-гмына являлась всесословной территориальной единицей; первая страница этой формы — соединение первых страниц листов форм А и Б, а остальные — тождественны листу формы Б;
- лист формы Г использовался для переписи инородческого бродячего населения. На первой странице отмечалось количество мужчин и женщин, входящих в состав семьи, а заголовки граф были значительно упрощены.

Переписные ведомости
Для переписи воспитанников, учеников, монахов, лиц, находящихся в богадельнях, заключённых, находящихся на излечении в учреждениях или заведениях, употребляется «Общая перечневая ведомость». От листа формы А она отличается более подробным адресом, дополнительным вопросом, помещённым в заглавной строке («занимает учреждение часть дома или целый дом?», вкладными разграфлёнными листами и наставлением по оформлению, в котором указывается, какие графы не надо заполнять.
Воинская перечневая ведомость. Воинские нижние чины, состоящие на действительной службе, переписывались посредством особой ведомости, в которой была графа о прошлом и теперешнем занятии нижнего чина. Имела вкладные листы. В Воинскую ведомость заносились также сведения: 1) о морских командах, находящихся в плавании; 2) о тех воспитанниках военно-учебных заведений, которые числятся на действительной службе; 3) о нижних чинах, отбывающих заключение в военных тюрьмах.
Подсчётные ведомости. Для предварительного подсчёта населения после переписи были подготовлены особые подсчётные ведомости, графы которых тождественны с подсчётными графами, помещёнными на первой странице переписных листов. Использовались 6 подсчётных ведомостей:
1. Обложки формы I (форм А и Б) хозяйств, находящихся в черте одного селения, деревни.
2. Обложка формы II для подсчёта переписных листов формы Б хозяйств одной усадьбы, хутора, посёлка и т. п., находящихся на земле владельческой, церковной, казённой и т. д.
3. Ведомости для подсчёта населения по сельскому счётному участку.
4. Ведомость подсчёта населения по городскому счётному участку.
5. Ведомость подсчёта населения по переписному участку (голубая).
6. Ведомость подсчёта населения по уезду или городу (жёлтая).

Согласно «Положению о первой всеобщей переписи населения Российской империи» от 5 июня 1895 года, программа переписи населения состояла из 14 вопросов::
- имя (прозвище);
- семейное положение;
- отношение к главе хозяйства (степень родства);
- пол;
- возраст;
- сословие или состояние;
- вероисповедание;
- место рождения;
- место приписки;
- место постоянного жительства;
- родной язык;
- грамотность;
- занятие;
- физические недостатки (глухота, слепота, глухонемота, душевная болезнь).

Затем был добавлен вопрос о воинской повинности. Вопрос о грамотности разбивался на два: «умеет ли читать и где обучался», а вопрос о занятиях был расчленён на «главные и побочные». Также был введён вопрос: «Об отсутствии, отлучке и временном здесь пребывании». Учёт проводился по трём категориям населения: наличному, постоянному (оседлому) и приписному. Единицей наблюдения было хозяйство, на которое составлялся переписной лист. Каждый переписной лист предназначался для записи сведений о 10 лицах — в сельской местности и 8 — в городах. Переписные листы были переведены на более чем 20 языков и наречий, но с обязательным текстом на русском языке.

### Хозяйственные вопросы подготовки переписи
Центральной комиссией на нужды переписи было заказано свыше 40 тысяч пудов бумаги для бланков, 60 тысяч чернильниц и 60 тысяч портфелей для сельских счётчиков. Летом 1896 года был решён вопрос об аренде здания в Санкт-Петербурге, где должна была производиться обработка переписного материала. Наиболее подходящим вариантом оказался дом № 11 в Казачьем переулке общей площадью 1500 квадратных сажень. Арендная плата за него была определена в размере 28 тысяч рублей в год сроком на 4 года. На заседании 10 марта 1897 года обсуждался вопрос об оплате счетов за печатание переписных бланков, общий тираж которых составил 57 899 700 экземпляров. За них было уплачено 28949 рублей 60 коп. (без учёта стоимости бумаги).
На покрытие расходов, сопряжённых с переписью, величина которых была поставлена в зависимость от размера переписного участка, выделялось:
- в столице и других больших городах — до 100 рублей;
- в городах средней величины — до 50 рублей;
- в городах, насчитывающих меньше 10 тыс. жителей — 30 рублей;
- в уездах — 75 рублей.

## Проведение переписи
Перепись проводилась по состоянию на 28 января 1897 года. В городах применялся метод самоисчисления, а в сельской местности — метод опроса. Переписные листы заполнялись заранее. В сельской местности листы заполнялись счётчиком за 20-30 дней до дня переписи, а в городах они раздавали листы хозяевам квартир за 5-10 дней до начала переписи. Начиная с дня переписи счётчики вновь обходили свои участки, уточняли сведения и вносили в заполненные листы изменения, которые произошли в составе семьи хозяйств после их первого посещения. На это отводилось в сельской местности 4, а в городах — 2 дня. Затем в течение 4-5 дней счётчики приводили материалы в окончательный порядок и сдавали их заведующему переписным участком. Сельские сходы значительно ускорили проверку сельскими счётчиками собранных материалов, дав возможность провести её почти в один день, что невозможно было бы достигнуть при обходе каждого хозяйства в отдельности. Кроме того, «они давали прекрасный результат к обнаружению всех умышленно и неумышленно неправильных показаний… Роль схода … была регулирующая или, вернее, контролирующая.»
| Где заполняется переписной лист                                                                                    | Кто заполняет переписной лист                                 |
| --- | ------------------------------------------------------------- |
| в сёлах | счётчики при содействии волостных, сельских старшин и старост |
| во владениях, хуторах, на церковно-монастырских землях, на фабриках, заводах, пристанях, суднах                    | владельцы или заведующие                                      |
| на арендных землях                                                                                                 | арендаторы                                                    |
| в городах | квартирохозяева                                               |
| в казённых обществах, боготворительных учреждениях, учебных заведениях, приютах, богадельнях, в тюрьмах, больницах | их начальники и заведующие                                    |

В отношении нижних военных чинов армии и флота переписные листы заполнялись военным или морским начальством, офицеров — квартирохозяева.
Ночлежные дома счётчики обходили в присутствии полицейских чинов. Особо оговаривались условия переписи пассажиров на железных дорогах. Счётчики получали право на безбилетный проезд по всем русским железным дорогам в районе деятельности каждого из них.
Данные переписи были строго конфиденциальны. По окончании переписи переписные листы упаковывались в дорожные сумки весом от 3 до 5 пудов и отправлялись по железной дороге в Главную переписную комиссию в Санкт-Петербурге. На каждый тюк наносились номер, наименование губернии. В тюк вкладывалась накладная с подробным указанием материала (уезд, город и т. д.).
На практике из-за низкой грамотности населения большую часть форм заполняли счётчики. Всего в работе участвовало до 150 тыс. счётчиков, которыми было заполнено 30 млн бланков. Счётчик обязан был заполнять переписные листы чернилами.
В день переписи городской счётчик вновь обходил все частные квартиры и дома и собирал переписные листы, заполненные квартирохозяевами или лицами, их заменяющими, предварительно убедившись в их правильном заполнении, На это ему отводилось 2 дня. Все заполненные квартирные переписные листы одного дома вкладывались счётчиком в переписной лист, служащий им обложкой. После этого счётчик подсчитывал итоги и вкладывал в ведомость для подсчёта населения весь собранный им статистический материал. по своему счётному участку. На подсчёт данных городскому счётчику полагалось 4 дня.
Сельский счётчик группировал переписные листы по населённым пунктам следующим образом:
а) переписные листы формы А и Б владельческих хозяйств, находящихся в черте крестьянского селения вкладываются по порядку номеров (каждый в отдельной обложке) в обложку формы I;
б) все прочие переписные листы формы Б вкладываются в обложку формы II (общую для всех остальных усадеб и посёлков счётного участка);
в) все обложки с вложенными в них переписными листами вкладываются в ведомость для подсчёта населения.
На подсчёт итоговых данных по участку сельскому счётчику предоставлялось 4 дня, после чего он сдавал статистический материал заведующему переписным участком.
Полученные от счётчиков переписные листы заведующий переписным участком обязан был проверить на наличие всех дворовых мест, домов или населённых мест, полноту и правильность занесённых в переписные листы ответов, а также правильность подсчёта населения на переписных листах и обложках.. После проверки заведующий производил подсчёт числа населения на участке с разбивкой на мужское и женское. Подсчитывать население следовало так: в общую для переписного участка ведомость для подсчёта населения переносились сведения из подсчётных ведомостей счётных участков и из всех листов учреждений, переписанных особым порядком. Затем подводились итоги. Ведомость должна была быть готовой в двухнедельный срок со дня получения материала от счётчиков и отослана в уездную переписную комиссию. Уездная комиссия, в свою очередь, тоже проверяла материалы переписи и подсчёты, проведённые заведующими переписных участков и формировала сводные результаты: в общую ведомость выписывались из ведомости для подсчета населения по переписному участку в порядке номеров переписных участков, После этого в Главную переписную комиссию отправлялся один полный экземпляр переписных листов вместе с итогами численности населения по городам, уездам и губерниям с распределением его на мужское и женское. Второй экземпляр листов подлежал передаче для хранения в одном из учреждений МВД, указанном министром.
После сбора данных сведения переписных листов кодировались с помощью специальных условных знаков и затем переносились в отдельную для каждого лица перфокарту. Перфокарты использовались непосредственно при подсчёте, осуществлявшемся при помощи счётных электрических машин Голлерита (Холлерита). В целом, стоимость переписи составила около 6-7 млн рублей.

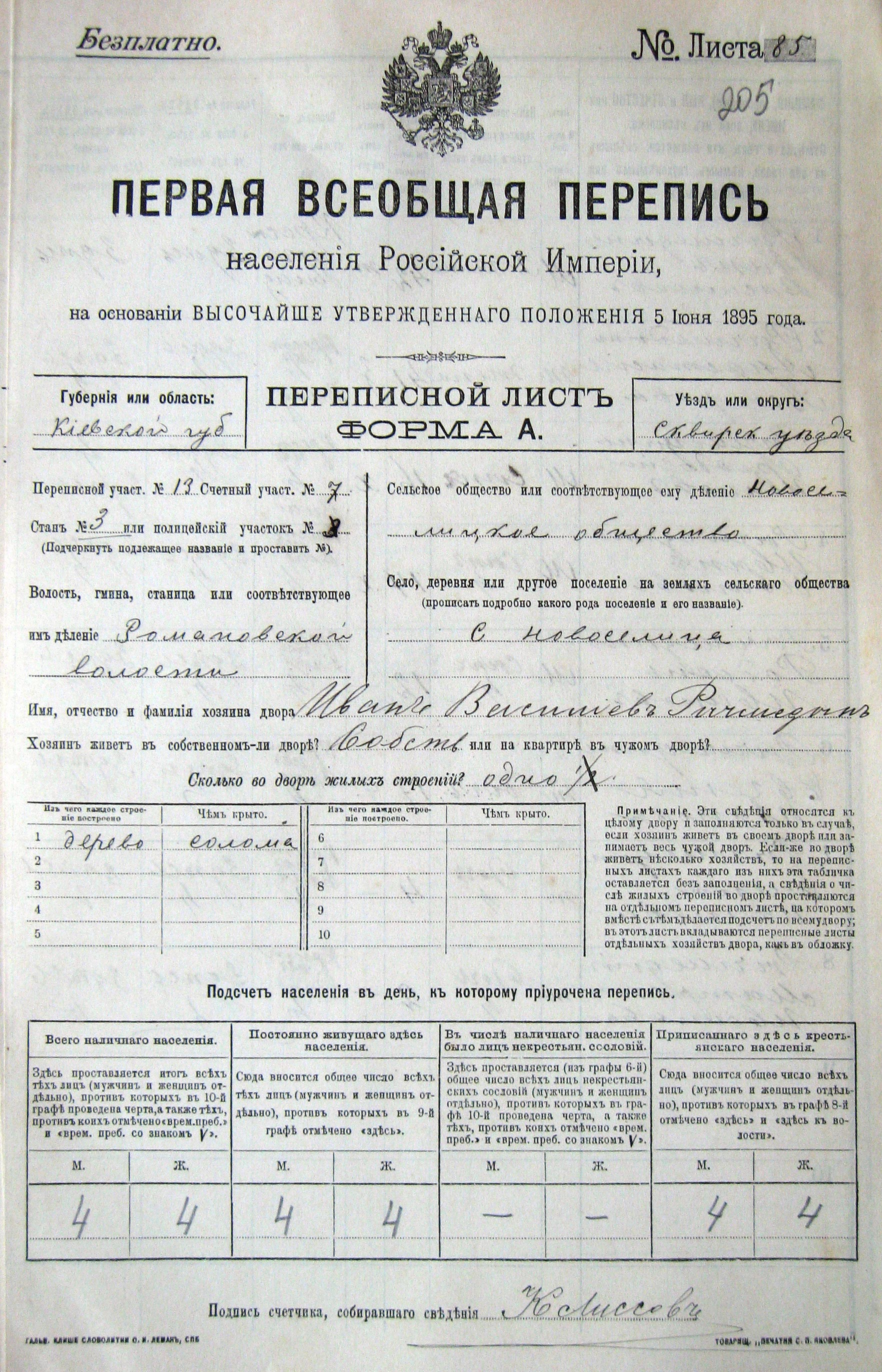
Первая страница переписного листа (Киевская губерния)
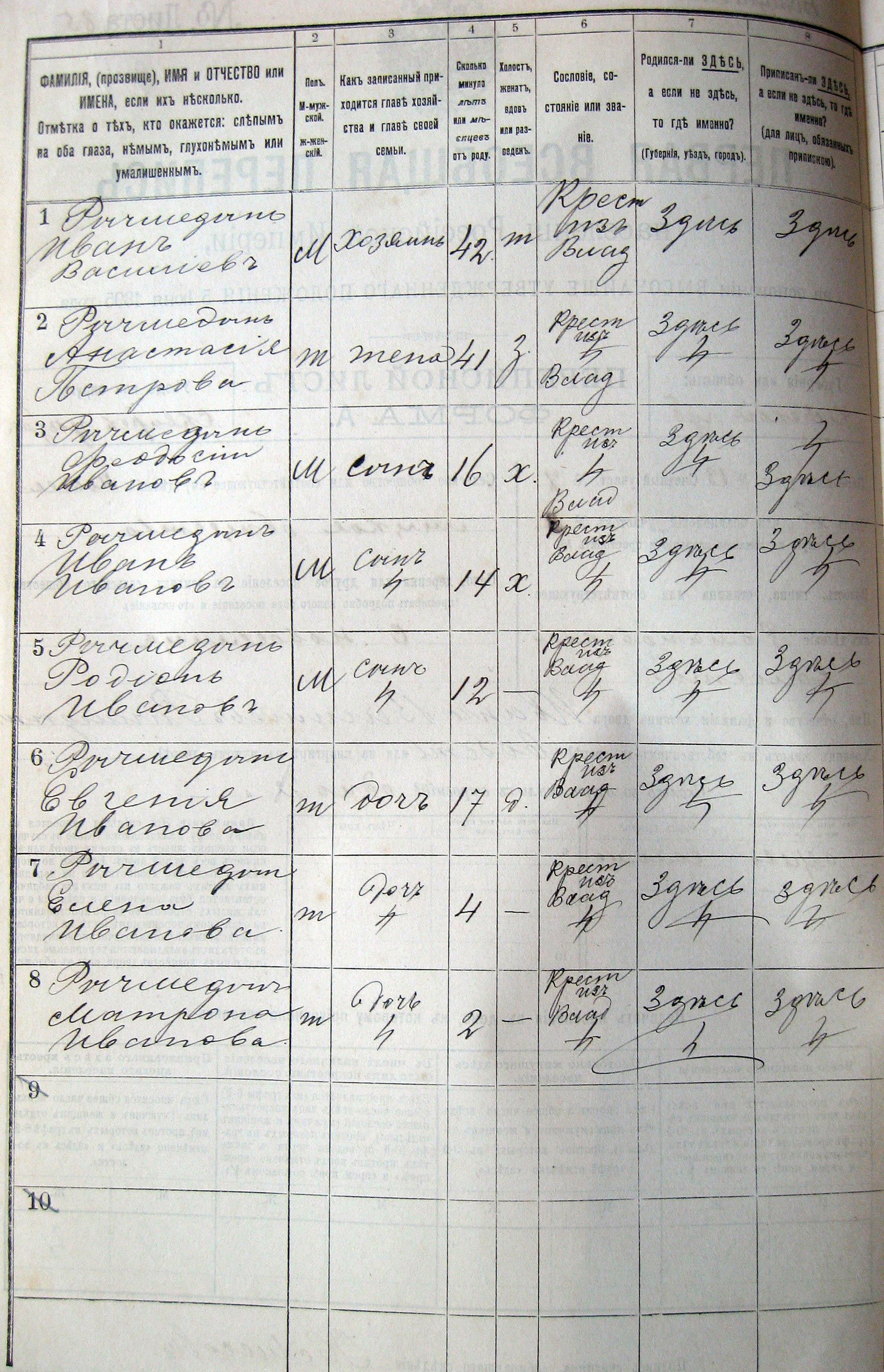
Вторая страница переписного листа (Киевская губерния)
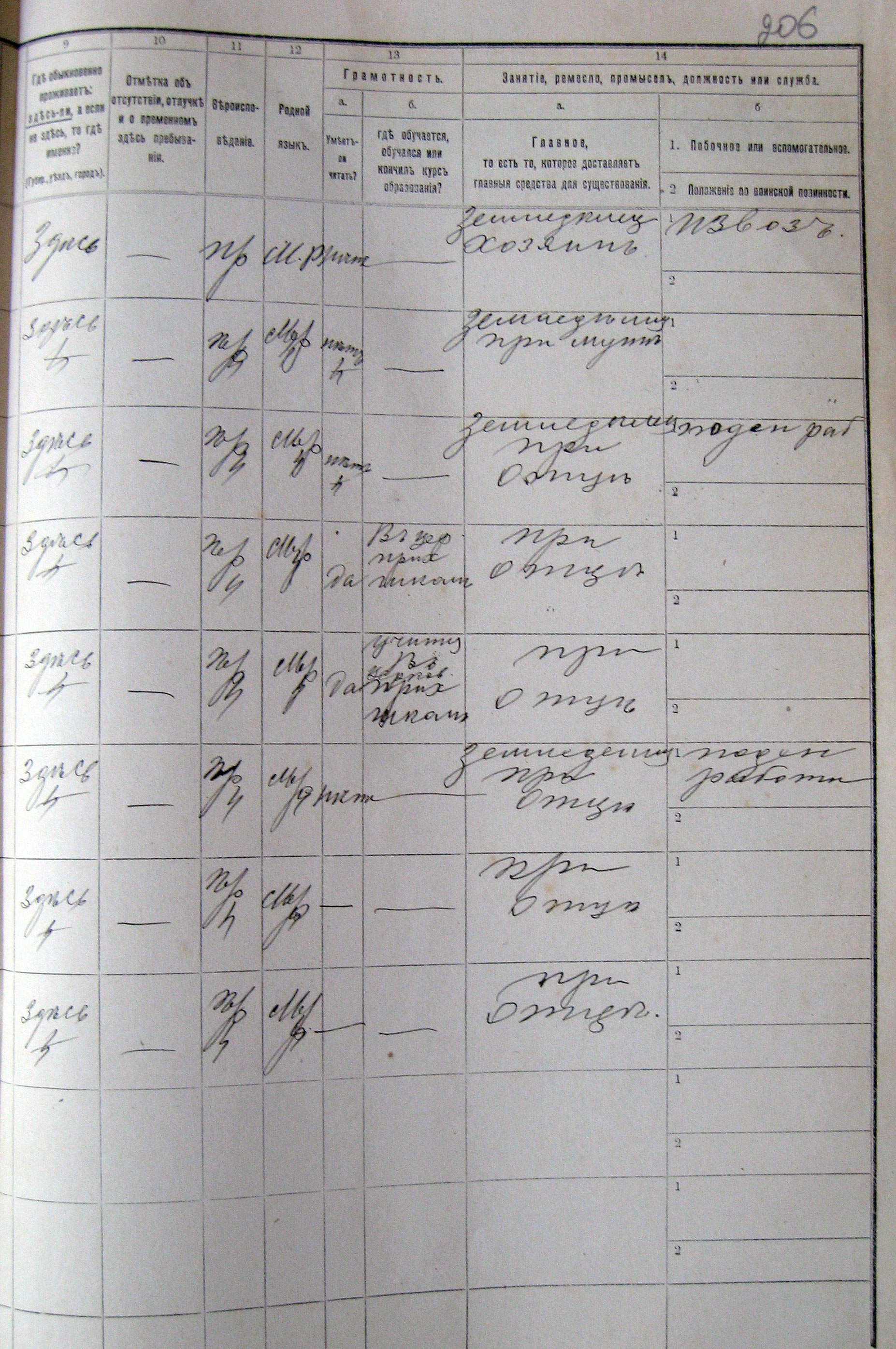
Третья страница переписного листа (Киевская губерния)
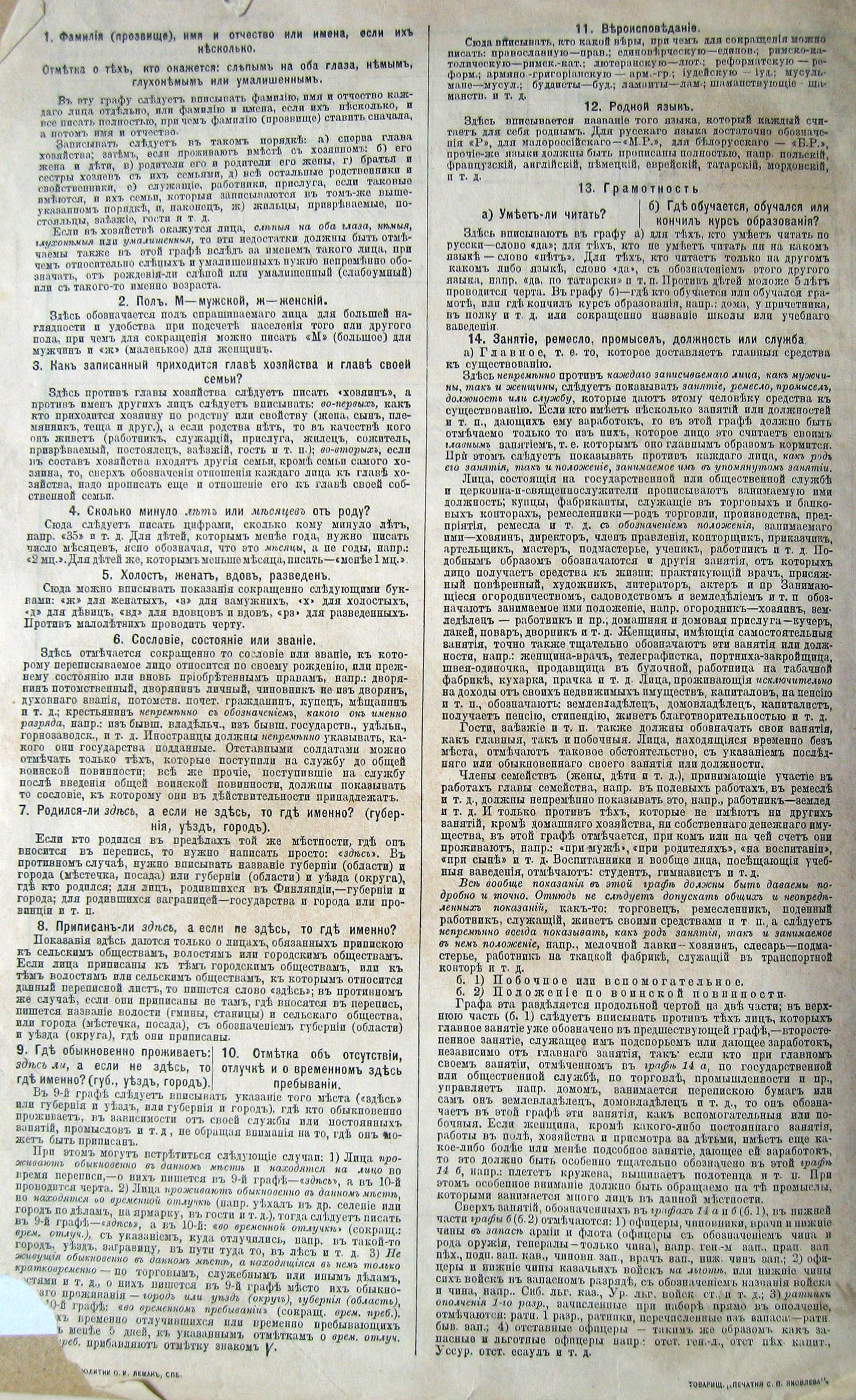
Страница с описанием переписного листа (Киевская губерния)

## Разработка результатов и их достоверность
Все переписные листы отправлялись в Центральный статистический комитет, включавший в себя несколько отделений, где работали 2600 человек. Обработка проводилась с помощью электрической машины Холлерита, хорошо зарекомендовавшей себя при переписи в Америке и Австрии. В комплект входил один табулятор, который суммировал одноимённые признаки, 30 перфораторов — для подготовки перфокарт и 2 сортировки — для группировки перфокарт по одному или нескольким признакам. В разметочном отделе на переписных листах против ответов проставлялись шифры признака, то есть переводили текстовую информацию на язык, понятный машине. В проверочном проверялась правильность шифров. а работники пробойного отдела переносили шифры с переписных листов на перфокарты. Каждая перфокарта соответствовала только одному лицу и поэтому её назвали личной карточкой. В машинном отделении стояли табуляторы и сортировки, которые считали итоги и группировали перфокарты по нескольким признакам. Перфокарта имела 12 полей. Каждой пробивке на перфокарте соответствовал собственный счётчик.
К моменту проведения переписи не был отработан метод машинного контроля правильности пробивки. Практиковался выборочный визуальный контроль, когда пробитая карточка укладывалась на непробитую и сверялись признаки, видные через отверстия с признаками на переписных листах. По принятому порядку разработки было создано три варианта постоянной настройки машины на первый, второй и третий пропуск.
| Признак            | Поле | Признак                        | Поле |
| ------------------ | ---- | ------------------------------ | ---- |
| пол                | I    | вероисповедание                | VII  |
| возраст            | II   | родной язык                    | VIII |
| семейное положение | III  | наличие физических недостатков | IX   |
| сословие           | IV   | занятие                        | X    |
| место рождения     | V    | отношение к главе семейства    | XI   |
| грамотность        | VI   | подданство                     | XII  |

В сортировальной машине, применявшейся при переписи 1897 года, было 2 ряда ящиков по 12 отделений, количество счётчиков — 80. К каждой таблице была приложена инструкция.
Заведующий разработкой переписи населения сенатор Н. Тройницкий подчёркивал: «Разработка данных переписи … производится … посредством счётно-табуляторных электрических машин, изобретённых Германом Голлеритом. Путём ряда пропусков через эти машины карточек зарегистрированного при переписи населения Центральная статистическая комиссия получает все требуемые подсчёты, как простые, так и сложные, за исключением таблицы I, которая составляется из местных подсчётов и поправляется сообразно с более точными результатами, получаемыми из машинных подсчётов.». После систематизации статистического материала переписи населения при её публикации всё население России было разделено на 65 групп и 360 видов занятий (профессий).
Перепись населения не могла служить образцом применения машин Холлерита (Голлерита) из-за ряда причин: недостаточной квалификации персонала, отсутствии помощи от местных властей, недостаточной формализацией записей.
Личные карточки имели такие недостатки:
а) сложность шифров отдельных принципов;
б) последовательность полей в личной карточке и переписном листе не совпадают: например, поле IV соответствует вопросу № 13 переписного листа (грамотность), а поле XI — вопросу № 3 переписного листа (отношение к главе семьи);
в) ряд вопросов переписного листа совсем не отражён в личной карточке (вопросы о месте приписки, о месте проживания, о воинской повинности).

## Недостатки переписи населения
В переписи населения 1897 года видны остатки крепостнических порядков. Так, наряду с фактическим населением — наличным и постоянным — перепись учитывала и приписное население.
Грамотность на родном языке регистрировалась только в тех случаях, когда опрашиваемый не умел читать по-русски, поэтому информация о численности умеющих читать на родном языке и численности национальных меньшинств недостаточно точна.
Так как перепись проводилась зимой, занижена численность рабочих из-за их сезонного сокращения на Алтае в горной и деревообрабатывающей промышленности. Из-за формального подсчёта численности городского населения к числу сельских были отнесены жители многих промышленных центров, не имеющих статуса города: Ижевский, Нижнетагильский и другие заводы Урала, Орехово и Зуево и другие промышленные сёла в центре, имеющие до 10 тысяч населения. В то же время городами числились небольшие центры уездов с населением менее 1 тысячи жителей.
Сведения, собранные в ходе переписи о вероисповедании, были неудовлетворительны. Во-первых, многие сектанты скрыли свою принадлежность к секте, выдав себя за православных, во-вторых некоторые местные власти принуждали население записываться православными.
Среди населения не было проведено почти никакой разъяснительной работы о значении и цели переписи населения, что породило множество слухов, толков, волнений и даже открытого сопротивления проведению переписи.
Перепись в среднеазиатских владениях Российской империи тоже далеко не точна и не полна и содержит ряд существенных недостатков:
- Казахи и киргизы в некоторых областях (Семиреченской, Сырдарьинской) рассматриваются вместе, тогда как это — два разных народа. Официальные структуры Российской империи, в XVIII веке продвинувшей свои границы далеко на восток и активно заселявшей Урал и Южную Сибирь, столкнулись с проблемой. Нужно было как-то различать казаков, живущих на Дону и Кубани, от тюркоязычных кочевников-скотоводов, называвших себя тем же словом. Поэтому появился этноним «киргиз-кайсак». О народе киргизов русские хорошо знали, а «кайсак» — это исковерканное слово «казак». Впоследствии дополнение «кайсак» исчезло из составного этнонима, и казахов в Российской империи стали именовать просто киргизами, не утруждаясь излишними разбирательствами. Кроме того, в Азии переписчики, как правило, работали через переводчиков и часто попросту были не в состоянии понять разницу между близкими языками (а при переписи указывалось именно количество носителей определённого языка, а не количество представителей этноса), что дополнительно увеличивало погрешность данных.
- В материалах по Сырдарьинской области туркмены объединены с таджиками и отнесены к народам индоевропейской языковой семьи. Очевидно, имелись в виду таджики, живущие в среднем течении реки Обихингоу[источник не указан 2043 дня] (Таджикистан), называющие себя «туркийа» и являющиеся группой ассимилированных туркмен. Фактически туркмены входят в тюркскую группу алтайской семьи, а таджики — в иранскую группу индоевропейской семьи.
- Среди языков региона наряду с узбекским выделялся язык «сартский», что явно неверно. С. Абашин подчёркивал, что для обозначения культурных (но не языка) черт и образа жизни всего оседлого населения Ферганской долины часто использовалось имя «сарты» (в письменных источниках — «сартия»), обязательно в противопоставлении кочевникам и полукочевникам — «элаты» («элатия»). В Ходженте XIX века «спрошенный вами обыватель о том, кто он — сарт или таджик — ответит, что он и сарт (по роду жизни), и таджик (по происхождению)…».

## Результаты переписи

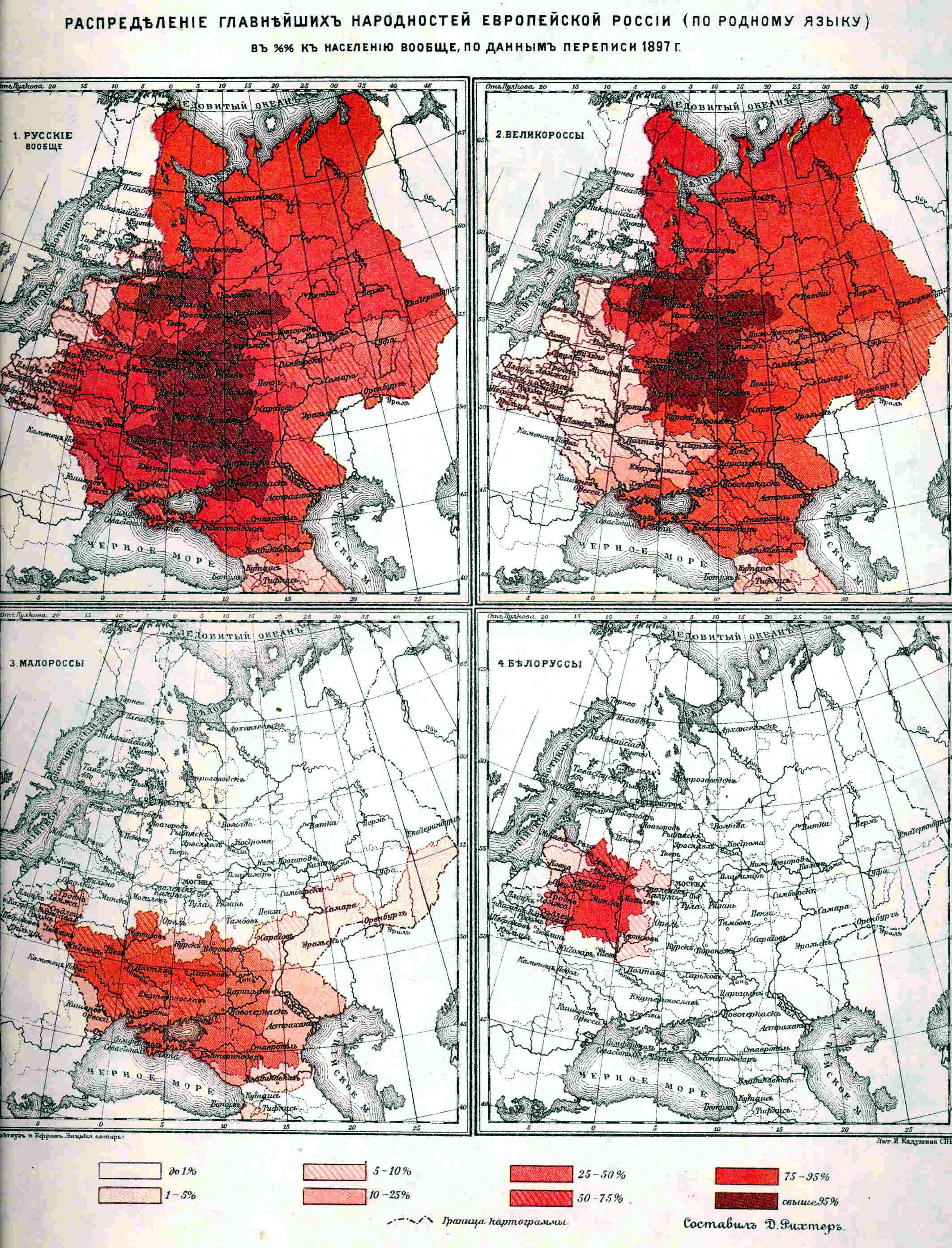
Распределение восточнославянских языков в европейской части Российской империи с точностью до губерний согласно первой всеобщей переписи населения 1897 года

Численность населения Российской империи составила 125 680 682 жителя. Плотность населения в целом по империи — 6,7 человека на 1 квадратную версту. Средний возраст населения — 21,16 года. Среди населения преобладали лица рабочего возраста (20-60 лет): 44,9 % мужчин и 44,5 % женщин. На 100 мужчин приходилось 101,05 женщины. В браке состояло 39,5 % жителей империи. В семье в среднем было 5,8 человека. 8,5 % семей имели прислугу или наёмных работников.
77,13 % населения — крестьяне (84,16 % населения Европейской России), 10,7 % — мещане, 2,31 % — казаки, 1,47 % — дворяне (в том числе чиновники не из дворян и их семьи), 0,47 % — духовенство, 0,27% — почётные граждане, 0,22 % — купцы, 0,28% — разночинцы, 6,6% — инородцы.
На момент переписи в городах жило 16 579 694 жителя (13 % всего населения). В 6369 негородских поселениях от 2000 человек — 2 315 820 жителей. В Санкт-Петербурге, Москве, Варшаве и Одессе проживало 3 391 018 жителей, или 20,5 % всего городского населения империи. Самым крупным городом был Санкт-Петербург (1 264 920 жителей), самым малонаселённым — Туруханск (212 жителей). Больше всего городов расположено в европейских губерниях (672 города и 491 848 селений), меньше — в Средней Азии (46 и 7663, соответственно).
По родному языку население распределилось так: 44,31 % — «великорусский», 17,81 % — «малорусский», 6,31 % — польский, 4,68 % — белорусский, 4,0 % — еврейский, 10,83% — «турецко-татарские», 2,79 % — «финские»[уточнить], 2,46 % — «литовско-латышские», 1,08 %  — картвельские, 1,43 % — немецкий, 0,93 % — армянский, 0,89 % — «молдавско-румынский», 0,87 % —  «кавказских горцев», 1,97 % — изолированные по языку народности, 0,07 % — культурные народы крайнего востока. 78,9 % населения европейской части Российской империи было неграмотным, причём неграмотных женщин было в 2,2 раза больше, чем мужчин.
Конфессионно империя была представлена православными и старообрядцами — 69,9 % жителей, мусульманами — 10,8 %, католиками — 8,9 %, протестантами — 4,8 %, иудеями — 4,0 %, буддистами — 0,3 %.

### По крупнейшим городам
Города Российской империи с численностью населения более 50 тысяч жителей по результатам переписи
(оранжевым цветом выделены города в границах современной Российской Федерации).
| № | Город              | Современное название | Численность                                                                                    | Административная единица        | Современное государство |
| --- | ------------------ | -------------------- | ---------------------------------------------------------------------------------------------- | ------------------------------- | ----------------------- |
| 1 | Санкт-Петербург    | Санкт-Петербург      | 1 264 900                                                                                      | Санкт-Петербургская губерния    | Россия                  |
| 2 | Москва             | Москва               | 1 038 600                                                                                      | Московская губерния             | Россия                  |
| 3 | Варшава            | Варшава              | 683 700                                                                                        | Варшавская губерния             | Польша                  |
| 4 | Одесса             | Одесса               | 403 800                                                                                        | Одесское градоначальство        | Украина                 |
| 5 | Лодзь              | Лодзь                | 314 000                                                                                        | Петроковская губерния           | Польша                  |
| 6 | Рига               | Рига                 | 282 900 (c городом Усть-Двинском и патримониальным округом/пригородом); 256 000 в черте города | Лифляндская губерния            | Латвия                  |
| 7 | Киев               | Киев                 | 247 700                                                                                        | Киевская губерния               | Украина                 |
| 8 | Харьков            | Харьков              | 174 000                                                                                        | Харьковская губерния            | Украина                 |
| 9 | Тифлис             | Тбилиси              | 160 600                                                                                        | Тифлисская губерния             | Грузия                  |
| 10 | Вильна             | Вильнюс              | 159 600 (без Зверинца, Снипишек и Антоколя)                                                    | Виленская губерния              | Литва                   |
| 11 | Ташкент            | Ташкент              | 156 400                                                                                        | Сырдарьинская область           | Узбекистан              |
| 12 | Саратов            | Саратов              | 137 100                                                                                        | Саратовская губерния            | Россия                  |
| 13 | Казань             | Казань               | 130 000                                                                                        | Казанская губерния              | Россия                  |
| 14 | Ростов-на-Дону     | Ростов-на-Дону       | 119 500                                                                                        | Область Войска Донского         | Россия                  |
| 15 | Тула               | Тула                 | 114 700                                                                                        | Тульская губерния               | Россия                  |
| 16 | Астрахань          | Астрахань            | 113 000                                                                                        | Астраханская губерния           | Россия                  |
| 17 | Баку               | Баку                 | 112 300                                                                                        | Бакинская губерния              | Азербайджан             |
| 18 | Екатеринослав      | Днепр                | 112 800                                                                                        | Екатеринославская губерния      | Украина                 |
| 19 | Кишинёв            | Кишинёв              | 108 500                                                                                        | Бессарабская губерния           | Молдова                 |
| 20 | Гельсингфорс       | Хельсинки            | 93 000                                                                                         | Нюландская губерния             | Финляндия               |
| 21 | Николаев           | Николаев             | 92 000                                                                                         | Херсонская губерния             | Украина                 |
| 22 | Минск              | Минск                | 91 500                                                                                         | Минская губерния                | Беларусь                |
| 23 | Нижний Новгород    | Нижний Новгород      | 90 102                                                                                         | Нижегородская губерния          | Россия                  |
| 24 | Самара             | Самара               | 90 153                                                                                         | Самарская губерния              | Россия                  |
| 25 | Коканд             | Коканд               | 81 400                                                                                         | Ферганская область              | Узбекистан              |
| 26 | Воронеж            | Воронеж              | 81 000                                                                                         | Воронежская губерния            | Россия                  |
| 27 | Курск              | Курск                | 76 000                                                                                         | Курская губерния                | Россия                  |
| 28 | Ковно              | Каунас               | 73 500                                                                                         | Ковенская губерния              | Литва                   |
| 29 | Оренбург           | Оренбург             | 72 400                                                                                         | Оренбургская губерния           | Россия                  |
| 30 | Ярославль          | Ярославль            | 71 600                                                                                         | Ярославская губерния            | Россия                  |
| 31 | Орёл               | Орёл                 | 70 000                                                                                         | Орловская губерния              | Россия                  |
| 32 | Двинск             | Даугавпилс           | 69 700                                                                                         | Витебская губерния              | Латвия                  |
| 33 | Белосток           | Белосток             | 66 000                                                                                         | Гродненская губерния            | Польша                  |
| 34 | Витебск            | Витебск              | 65 900                                                                                         | Витебская губерния              | Беларусь                |
| 35 | Житомир            | Житомир              | 65 900                                                                                         | Волынская губерния              | Украина                 |
| 36 | Екатеринодар       | Краснодар            | 65 600                                                                                         | Кубанская область               | Россия                  |
| 37 | Ревель             | Таллин               | 64 600                                                                                         | Эстляндская губерния            | Эстония                 |
| 38 | Либава             | Лиепая               | 64 500                                                                                         | Курляндская губерния            | Латвия                  |
| 39 | Кременчуг          | Кременчуг            | 63 000                                                                                         | Полтавская губерния             | Украина                 |
| 40 | Наманган           | Наманган             | 62 000                                                                                         | Ферганская область              | Узбекистан              |
| 41 | Елисаветград       | Кропивницкий         | 61 500                                                                                         | Херсонская губерния             | Украина                 |
| 42 | Пенза              | Пенза                | 60 000                                                                                         | Пензенская губерния             | Россия                  |
| 43 | Кронштадт          | Кронштадт            | 59 500                                                                                         | Санкт-Петербургская губерния    | Россия                  |
| 44 | Херсон             | Херсон               | 59 100                                                                                         | Херсонская губерния             | Украина                 |
| 45 | Полтава            | Полтава              | 55 700                                                                                         | Полтавская губерния             | Украина                 |
| 46 | Царицын            | Волгоград            | 55 200                                                                                         | Саратовская губерния            | Россия                  |
| 47 | Самарканд          | Самарканд            | 55 100                                                                                         | Самаркандская область           | Узбекистан              |
| 48 | Иваново-Вознесенск | Иваново              | 54 200                                                                                         | Владимирская губерния           | Россия                  |
| 49 | Севастополь        | Севастополь          | 53 600                                                                                         | Севастопольское градоначальство | Украина                 |
| 50 | Тверь              | Тверь                | 53 500                                                                                         | Тверская губерния               | Россия                  |
| 51 | Бердичев           | Бердичев             | 53 400                                                                                         | Киевская губерния               | Украина                 |
| 52 | Томск              | Томск                | 52 200                                                                                         | Томская губерния                | Россия                  |
| 53 | Новочеркасск       | Новочеркасск         | 52 000                                                                                         | Область Войска Донского         | Россия                  |
| 54 | Иркутск            | Иркутск              | 51 500                                                                                         | Иркутская губерния              | Россия                  |
| 55 | Таганрог           | Таганрог             | 51 400                                                                                         | Область Войска Донского         | Россия                  |
| 56 | Люблин             | Люблин               | 50 300                                                                                         | Люблинская губерния             | Польша                  |
| \| Крупнейшие города Российской Империи САНКТ-ПЕТЕРБУРГ Москва Варшава Одесса Лодзь Рига Киев Харьков Тифлис Ташкент Вильна Саратов Казань Ростов-на-Дону Тула Астрахань Екатеринослав Баку Кишинёв \| |                    |                      |                                                                                                |                                 |                         |
| Крупнейшие города Российской Империи САНКТ-ПЕТЕРБУРГ Москва Варшава Одесса Лодзь Рига Киев Харьков Тифлис Ташкент Вильна Саратов Казань Ростов-на-Дону Тула Астрахань Екатеринослав Баку Кишинёв       |                    |                      |                                                                                                |                                 |                         |

### По занятиям (в млн. человек, в скобках — члены семей)
- Чиновники и войско 1,5 (0,7)

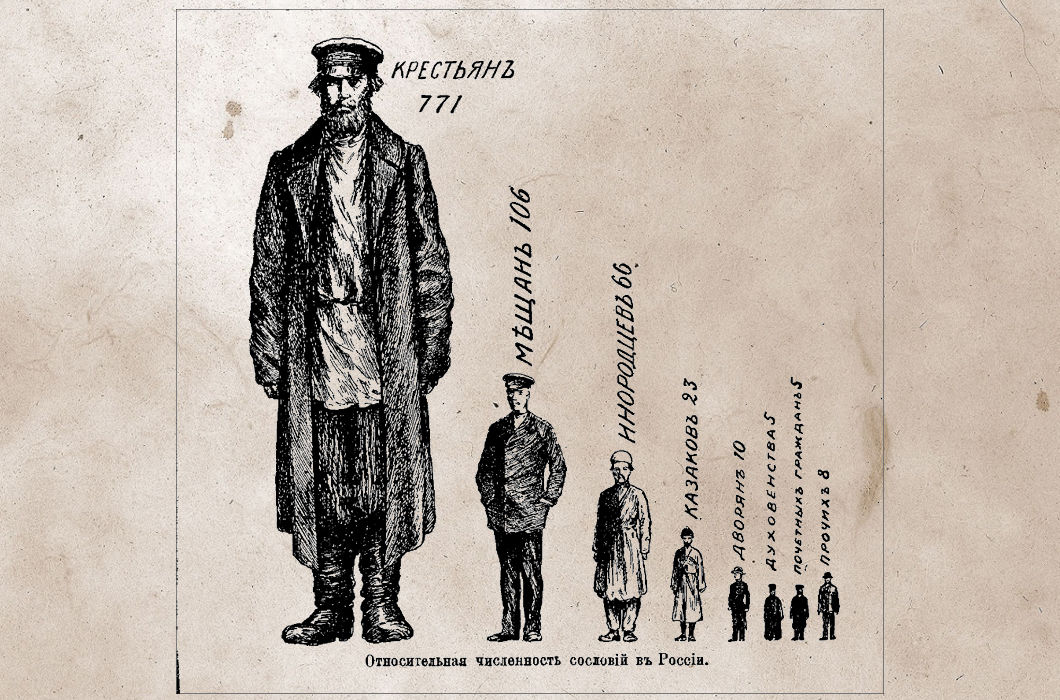
Сословный состав Российской империи на 1000 человек

- Духовенство и свободные профессии 0,7 (0,9)
- Рантье и пенсионеры 1,3 (0,9)
- Лишённые свободы и проститутки, неизвестные 0,6 (0,3)
- Торговцы 1,6 (3,4)
- Пути сообщения и сношений 0,7 (1,2)
- Частная служба, прислуга, подёнщики 3,4 (2,4)
- Сельское хозяйство 18,2 (75,5)
- Промышленность 5,2 (7,1)

Итого самостоятельных — 33,2 (с членами семьи — 92,4). Всего — 125,6.

### По вероисповеданиям

География распространения последователей основных конфессий по уездам и округам Российской империи по данным переписи 1897 г.
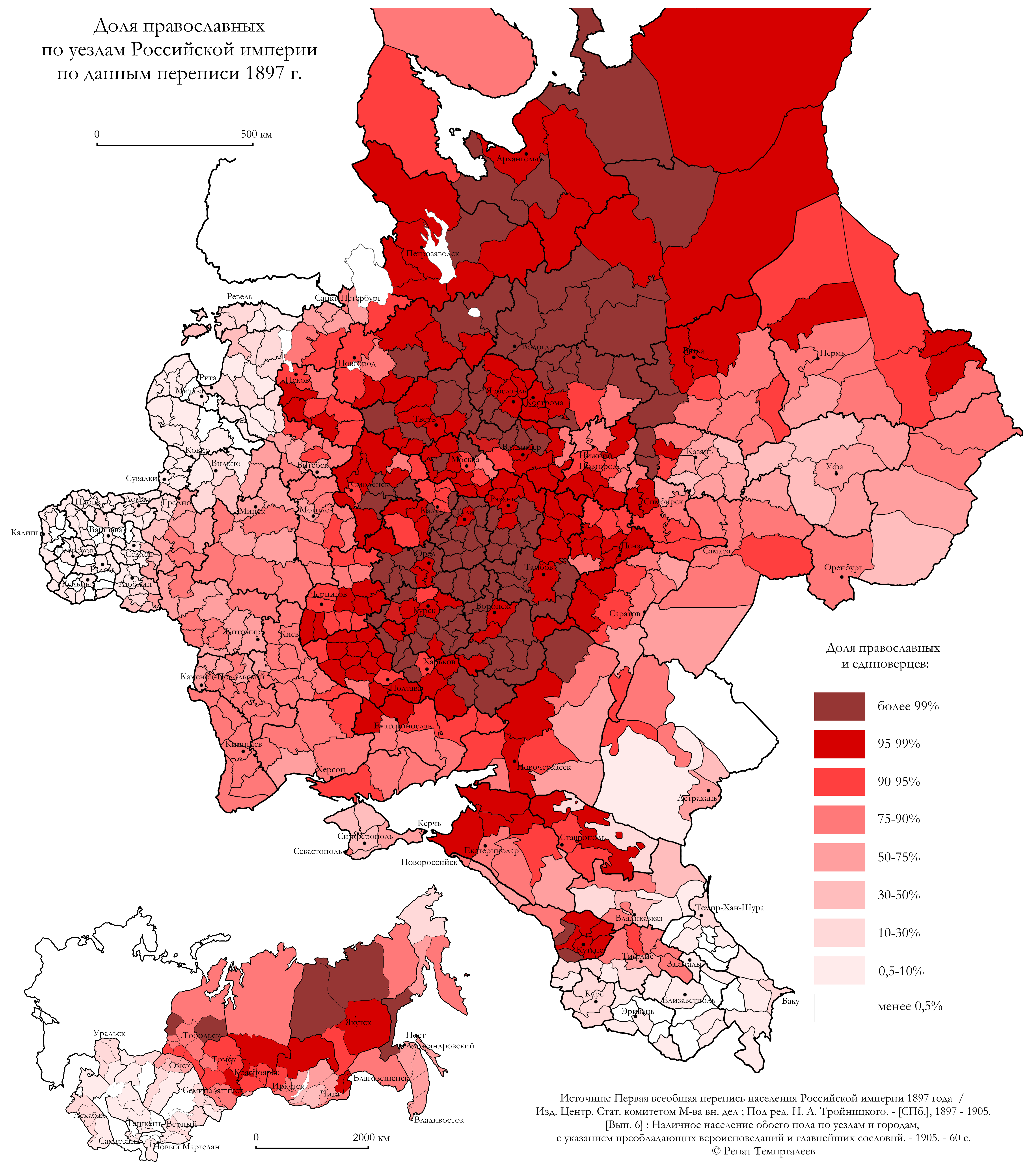
Православные
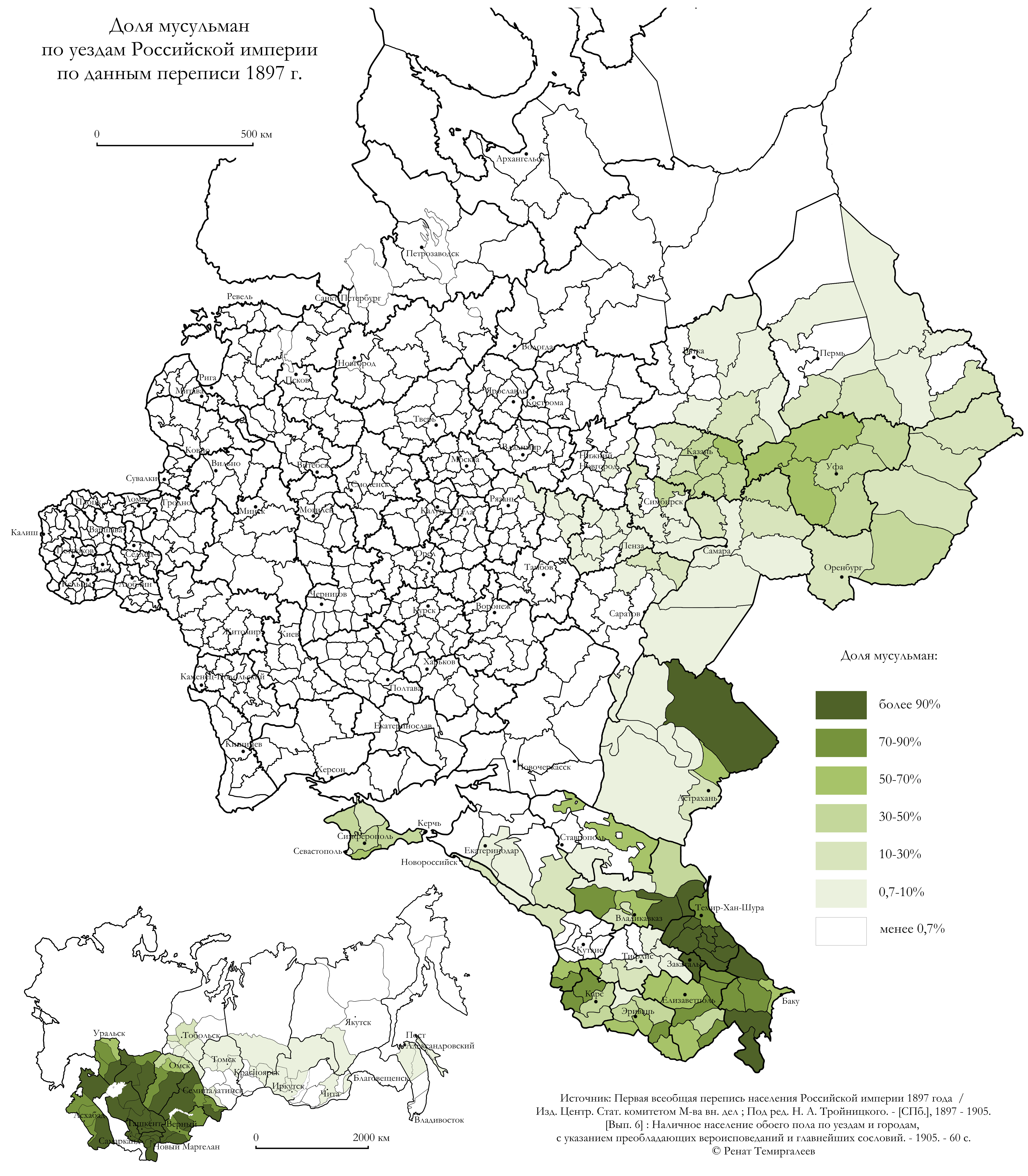
Мусульмане
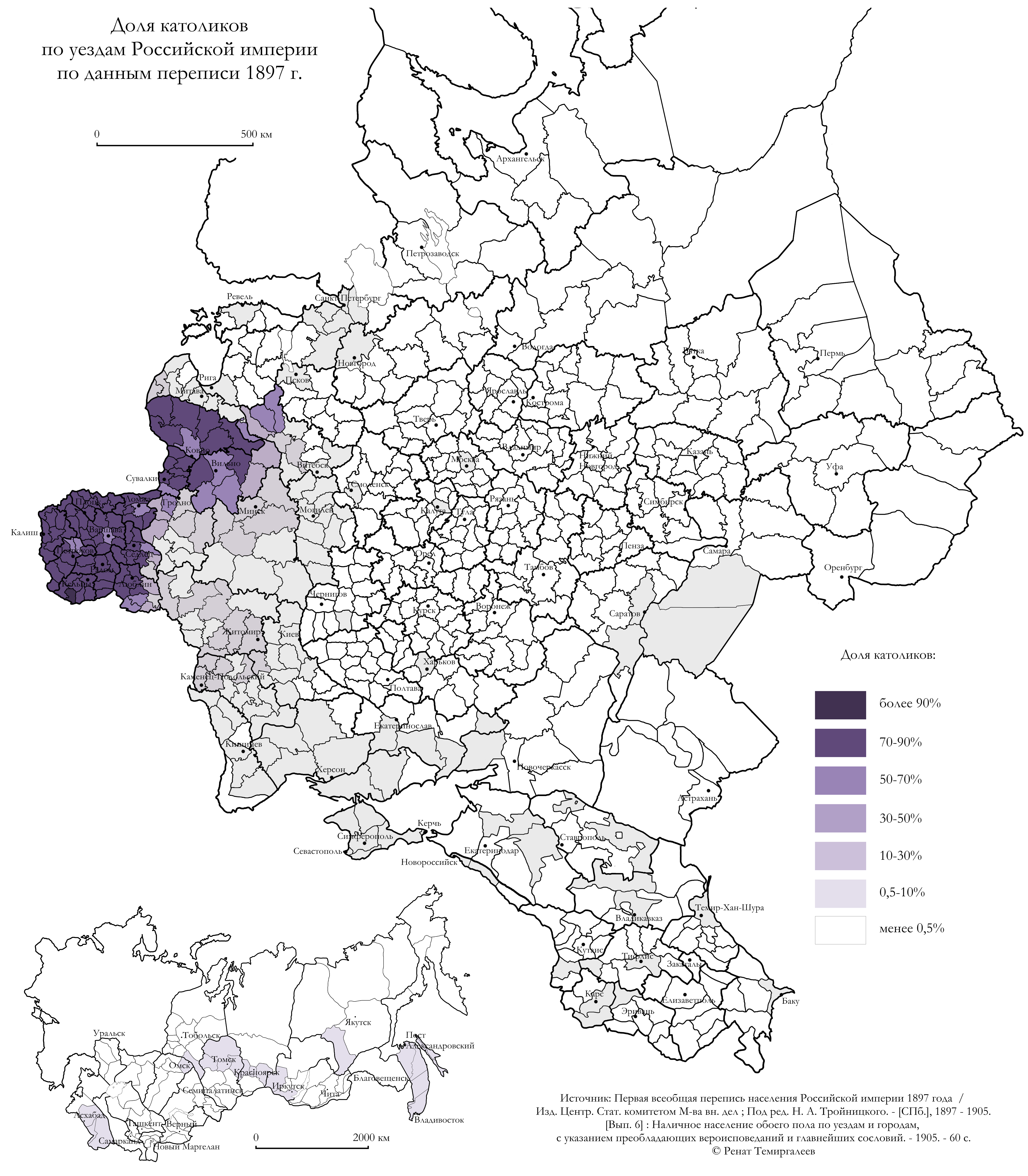
Римо-католики
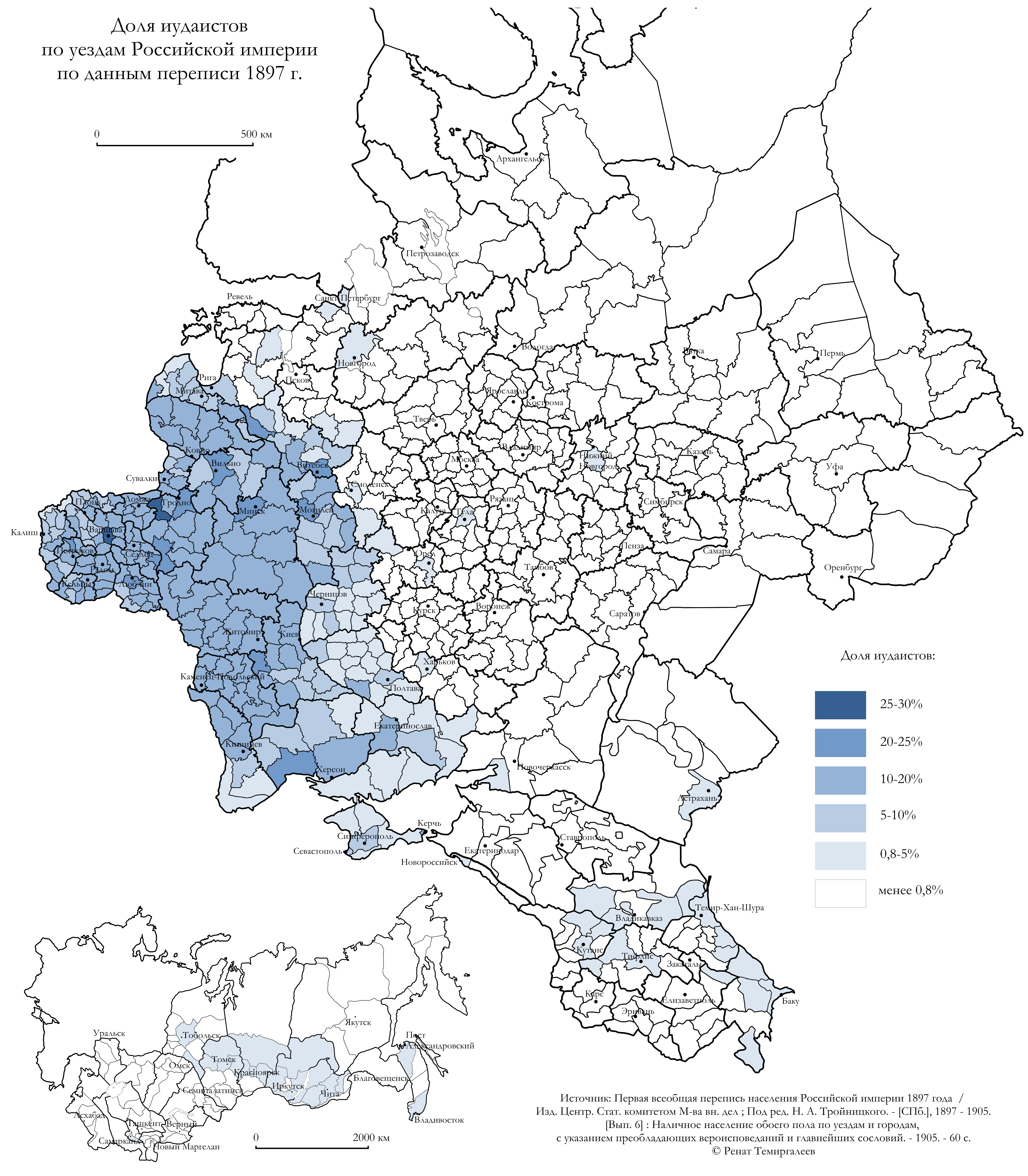
Иудаисты
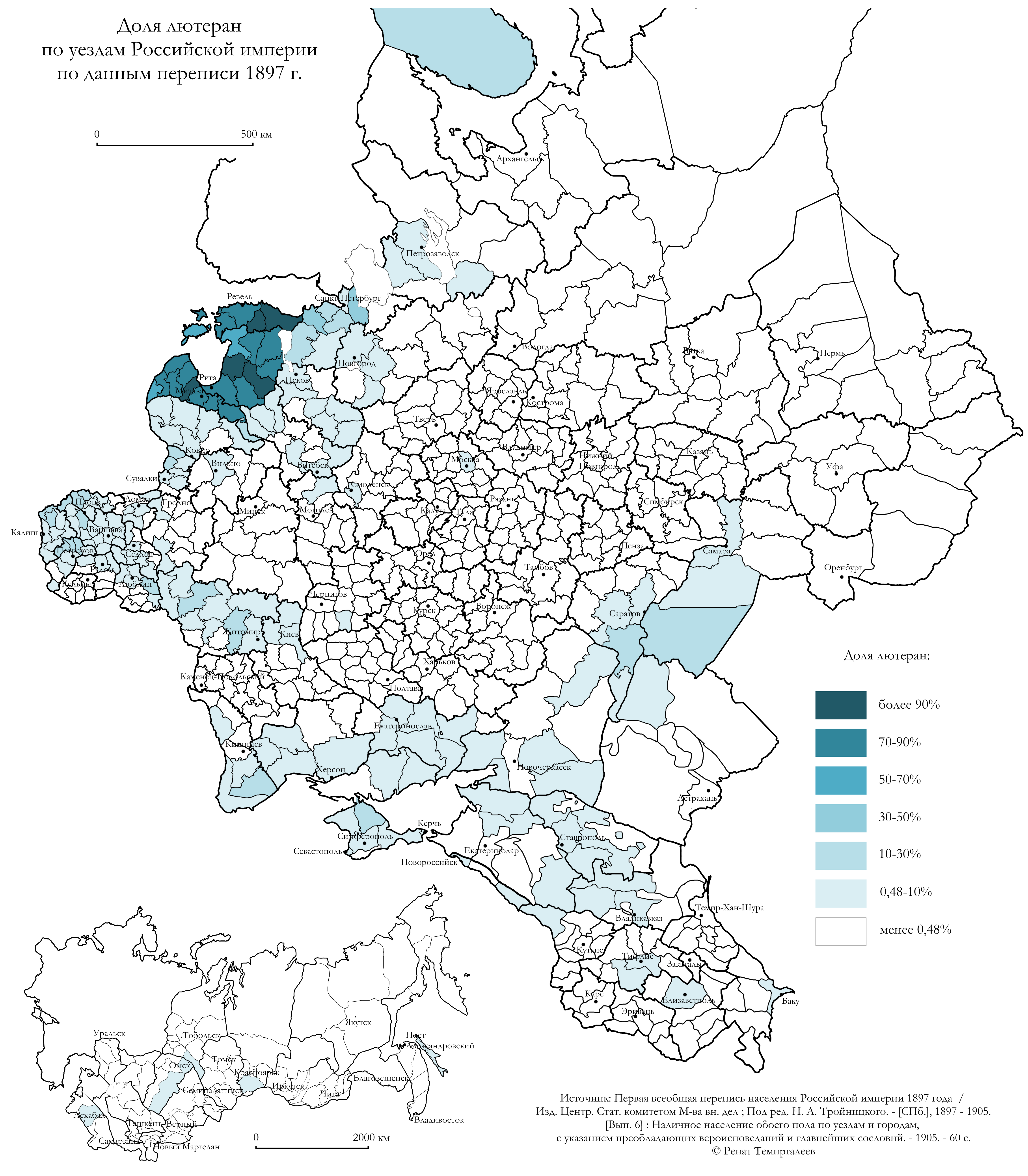
Лютеране
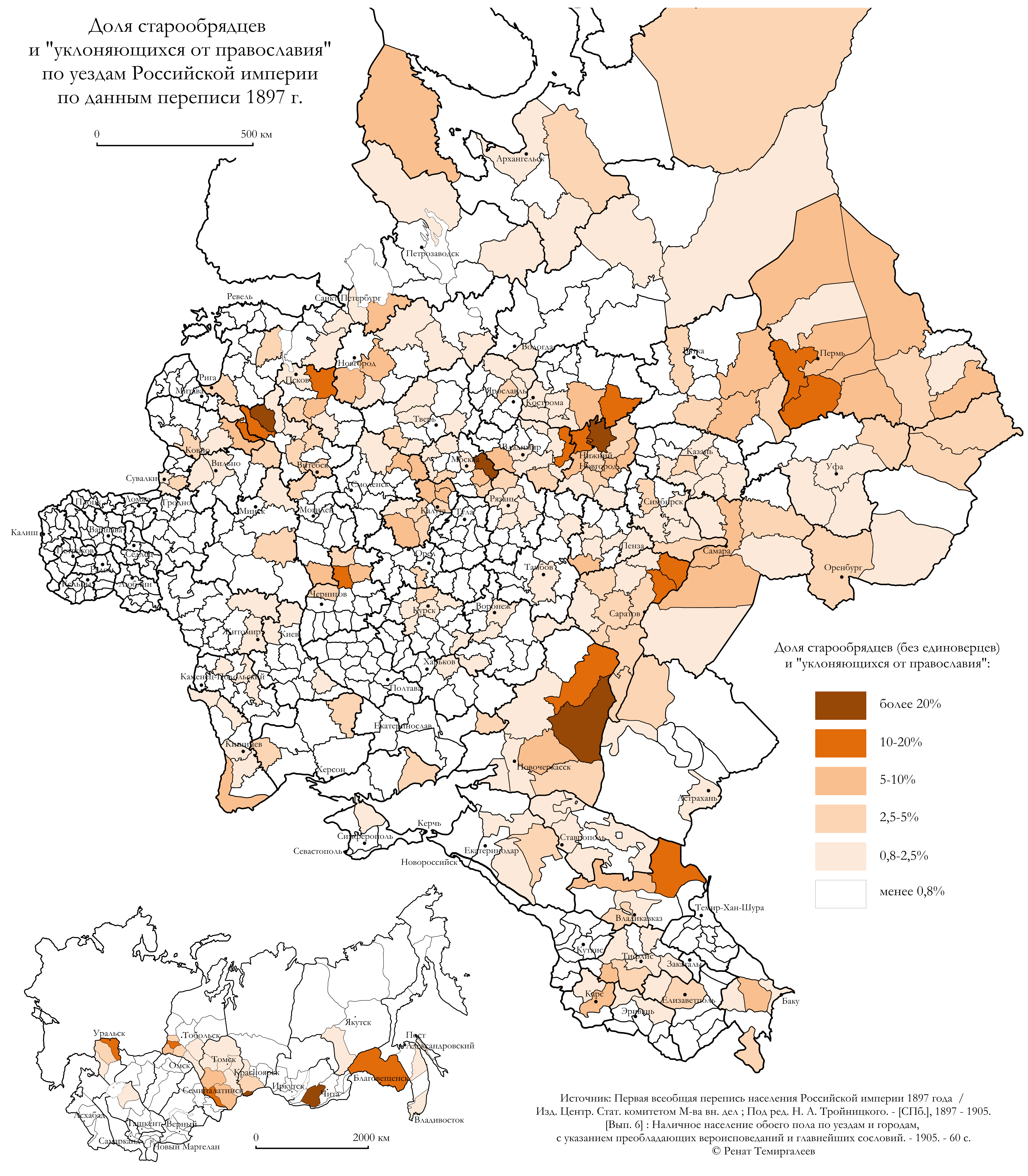
Старообрядцы
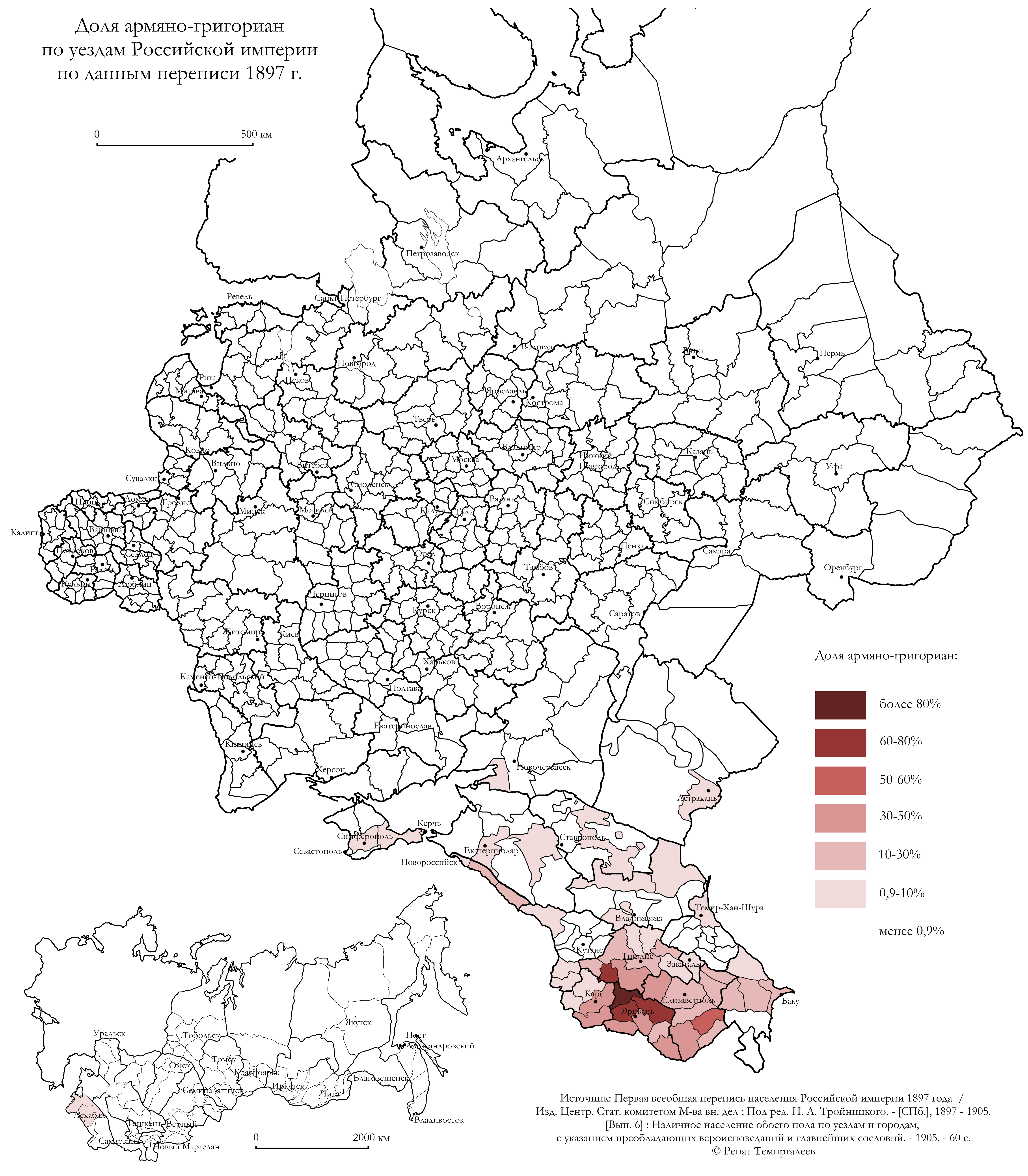
Армяно-григориане
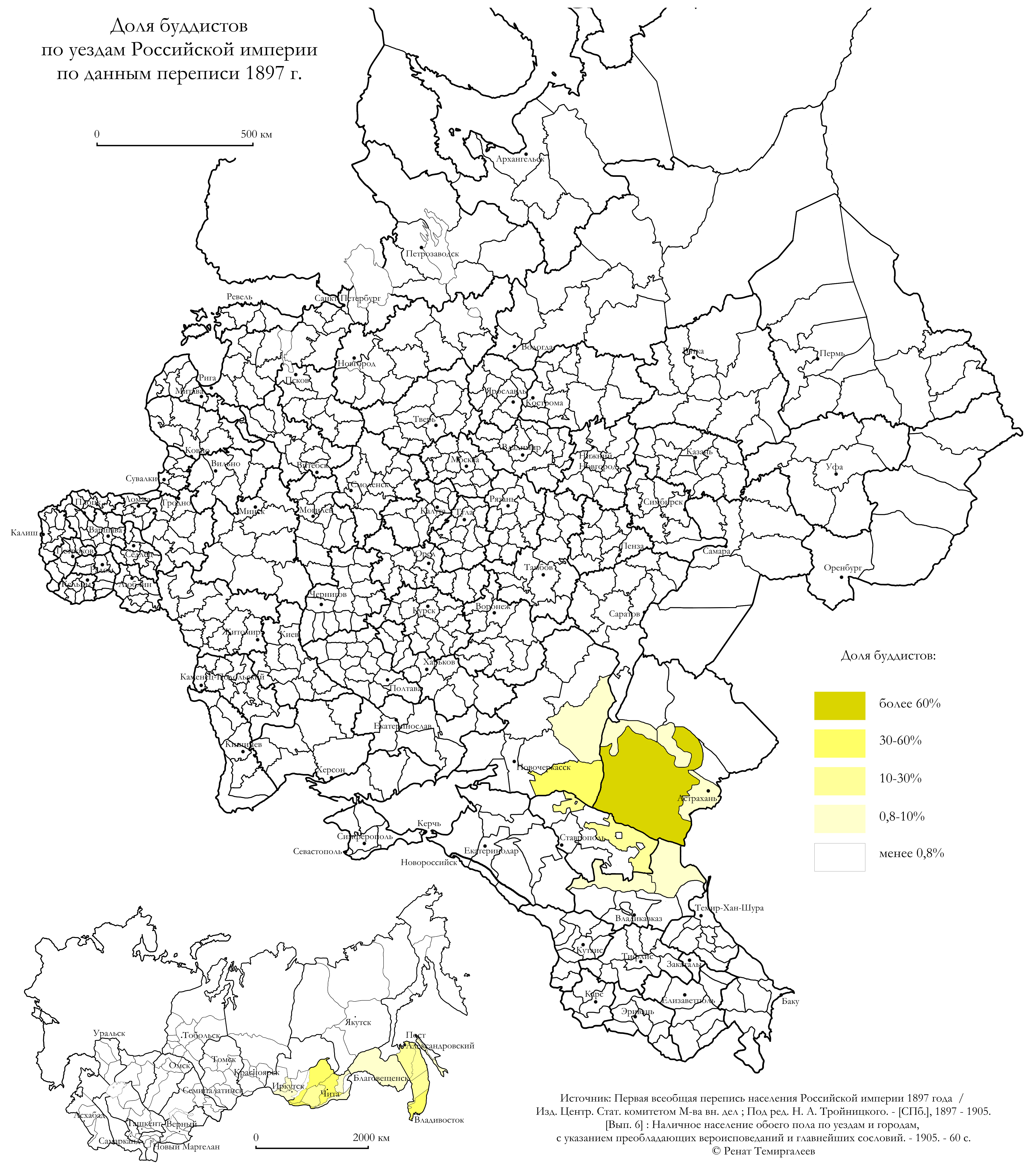
Буддисты
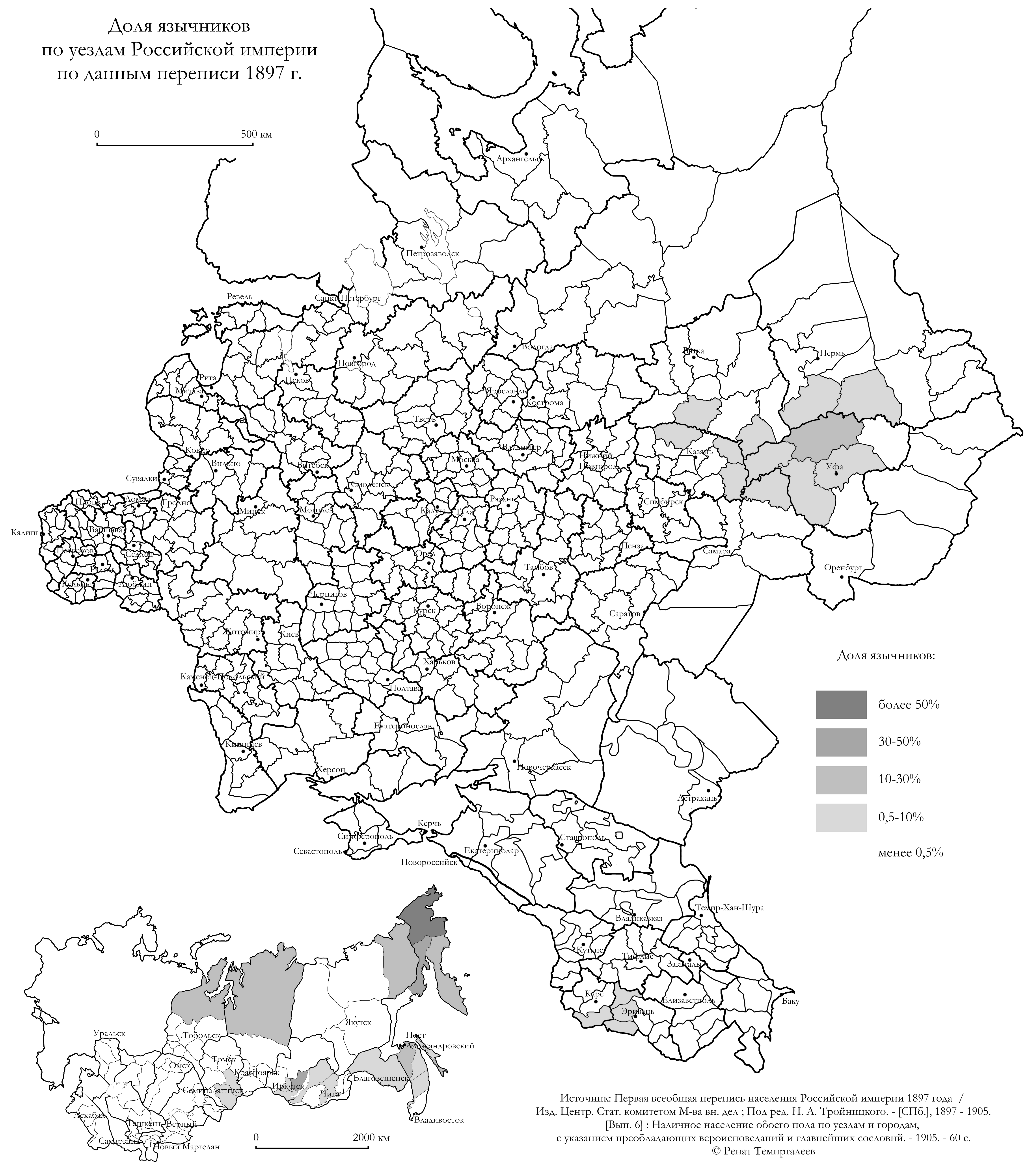
Язычники

## Медаль и Высочайший рескрипт Горемыкину
21 ноября 1896 года Николаем II была учреждена медаль «За труды по первой всеобщей переписи населения» 1897 года для пожалования лицам:
1) безвозмездно принявшим на себя обязанности счётчиков;
2) принимавшим участие в производстве переписи в качестве общих и местных руководителей или непосредственных исполнителей, а также лицам, трудами или содействием своим споспешествовавшим её успеху.
Получали медаль и военнослужащие, исполнявшие обязанности счётчиков.
Медаль чеканилась на Санкт-Петербургском монетном дворе. Однако известно несколько видов этой медали частной чеканки. Медаль чеканилась из тёмной бронзы диаметром в 29 миллиметров. На лицевой её стороне между двух лавровых ветвей — вензель Николая II под императорской короной и круговая надпись: «Первая всеобщая перепись населения». На оборотной стороне — только надпись в пять строк: «За труды по первой всеобщей переписи населения 1897».
Медаль частной чеканки была как из тёмной бронзы (медь), так и из светлой с диаметром в 27 миллиметров. Они несколько отличались от медали государственной чеканки компоновкой рисунка и надписей. Спрос на эту медаль оказался очень большим, а Санкт-Петербургский монетный двор отчеканил всего 95 тысяч из тёмной бронзы, поэтому разнообразие частной чеканки довольно велико. Встречаются медали из белого металла и даже серебряные, с клеймом 84-й пробы. Эти делались ещё меньшими — 25 миллиметров в диаметре. Медаль полагалось носить на бело-лазорево-красной ленте с полосами этих цветов одинаковой ширины, то есть на российской государственной ленте.

#### Известные люди, награждённые медалью
Среди награждённых медалью «За труды по первой всеобщей переписи населения» были:
- Гурвич Николай Александрович — врач, экономист, этнограф, географ, один из первых профессиональных статистиков Уфимской губернии.
- Великий Князь Сергей Александрович — пятый сын Александра II, московский градоначальник, генерал-губернатор.
- Семёнов Пётр Петрович (с 1906 года Тян-Шанский) — знаменитый русский географ, ботаник, статистик, государственный и общественный деятель.
- Чехов Антон Павлович — выдающийся русский писатель, драматург.
- Яковлев Иван Яковлевич — известный чувашский педагог-просветитель, православный миссионер, создатель современного чувашского алфавита.

По закрытии Главной переписной комиссии, рескриптом от 8 июня 1897 года на имя министра внутренних дел И. Л. Горемыкина император Николай II засвидетельствовал своё «искреннее уважение к добросовестной и умелой работе <…> деятелей переписи, общими усилиями коих достигнуто успешное осуществление».